# سباستین کاردونا
سباستین کاردونا (اسپانیایی: Sebastián Pérez Cardona‎؛ زادهٔ ۲۹ مارس ۱۹۹۳) بازیکن فوتبال اهل کلمبیا است.

## باشگاهی
از باشگاه‌هایی که در آن بازی کرده‌است می‌توان به اتلتیکو ناسیونال و باشگاه ورزشی سن لورنسو آلماگرو اشاره کرد.

## تیم ملی
وی همچنین در تیم‌های ملی فوتبال زیر ۲۰ سال کلمبیا و کلمبیا بازی کرده‌است.